# Karl Magnus Bergbohm
Karl Magnus Bergbohm (Riga, 18 settembre 1849 – Bonn, 12 novembre 1927) è stato un giurista tedesco esponente del giusformalismo.
Nel 1867 si diplomò alla scuola secondaria di Riga. Studiò astronomia all'Università di Tartu tra il 1867 e il 1868 e poi giurisprudenza tra il 1869 e il 1874. Continuò la sua formazione a Berlino e Lipsia. Fu professore di diritto pubblico e diritto internazionale presso l'Università di Tartu dal 1876 al 1893. Successivamente insegnò all'Università di Marburg dal 1893 al 1895 e dal 1895 all'Università di Bonn.
È stato membro dell'Istituto di diritto internazionale (Institut de droit international).
Considerato l'ideologo del formalismo realistico, nella sua opera del 1892, intitolata Jurisprudenz und Rechtsphilosophie (Giurisprudenza e Filosofia del diritto), delinea una separazione fra la filosofia materiale («materielle Rechtsphilosophie»), desumibile dallo studio dei contenuti degli ordinamenti giuridici storicamente dati, e la filosofia formale («formelle Rechtsphilosophie») o teoria generale del diritto, concentrata sullo studio della forma del diritto. Per Bergbohm la filosofia formale guarda la forma come ciò che caratterizza il diritto (ossia, come ciò che è proprio del diritto: «Rechtseigenschaft») e crea la metodica, la logica e la teoria della conoscenza del diritto.